# 圣伊波利特德卡通
圣伊波利特德卡通（法語：Saint-Hippolyte-de-Caton，法語發音：[sɛ̃.t‿ipɔlit də katɔ̃]）是法国加尔省的一个市镇，属于阿莱斯区。

## 地理
圣伊波利特德卡通（44°4'14"N, 4°12'12"E）面积6.15 平方千米，位于法国奧克西塔尼大區加尔省，该省份为法国南部沿海省份，南端濒地中海，北起顺时针与阿尔代什省、沃克吕兹省、罗讷河口省、埃罗省、阿韦龙省和洛泽尔省接壤。
与圣伊波利特德卡通接壤的市镇（或旧市镇、城区）包括：厄泽、蒙泰伊、圣艾蒂安德洛尔姆、圣让德塞拉尔格、圣瑞斯特和瓦基耶尔。

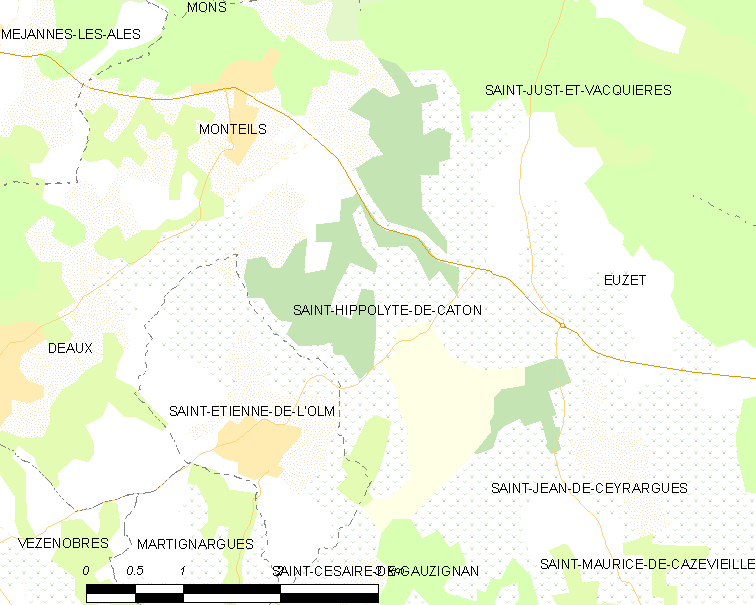
圣伊波利特德卡通的OSM定位图

圣伊波利特德卡通的时区为UTC+01:00、UTC+02:00（夏令时）。

## 行政
圣伊波利特德卡通的邮政编码为30360，INSEE市镇编码为30261。

## 政治
圣伊波利特德卡通所属的省级选区为阿莱斯第三县。

## 人口

1962-2008年间圣伊波利特德卡通人口变化图示

圣伊波利特德卡通于2022年1月1日时的人口数量为272人。